# Collin Quaner
Collin Quaner (Düsseldorf, 18 de junho de 1991) é um ex-futebolista profissional alemão que atuava como atacante.

## Carreira

### Fortuna Düsseldorf
Collin Quaner se profissionalizou no Fortuna Düsseldorf, em 2010.

### Huddersfield Town
Collin Quaner se transferiu para o Huddersfield Town, em 2017.

## Títulos
Huddersfield Town
- EFL Championship play-offs: 2016–17[3]